# 布盧姆鎮區 (堪薩斯州福特縣)
布盧姆鎮區（英語：Bloom Township）為美國堪薩斯州福特縣轄下的鎮區。2010年美国人口普查中此鎮區人口有116人。

## 地理
布盧姆鎮區涵蓋總面積為143.5平方（55.42平方英里），其中陸地面積為143.5平方（55.42平方英里），水域面積為0平方（0.00平方英里）或0.00%。海拔高度787（2,582英尺）。

## 人口統計
根據2010年美國人口普查，布盧姆鎮區人口有116人，其中男性有62人，女性有54人，人口密度為每平方公里0.81人，住房計50戶。鎮區內的白人有100人，非裔美國人有0人，美洲原住民有0人，亞裔美國人有0人，太平洋島裔美國人有0人，其他種族有14人，混血種族則有2人。此外鎮區內有25人為西班牙裔或拉丁裔美國人。此鎮區之年齡中位數為39.0歲，而男性年齡中位數為44.0歲，女性年齡中位數為32.0歲。

## 交通

### 主要公路
- 54號美國國道